# Дейріленд (Вісконсин)
Дейріленд (англ. Dairyland) — місто (англ. town) в США, в окрузі Дуглас штату Вісконсин. Населення — 211 особа (2020).

## Демографія
Згідно з переписом 2010 року, у місті мешкали 184 особи в 83 домогосподарствах у складі 56 родин. Було 329 помешкань
Расовий склад населення:
| - 98,9 % — білих - 0,5 % — корінних американців - 0,5 % — чорних або афроамериканців |

До двох чи більше рас належало 0,0 %. Частка іспаномовних становила 0,0 % від усіх жителів.
За віковим діапазоном населення розподілялося таким чином: 15,8 % — особи молодші 18 років, 62,5 % — особи у віці 18—64 років, 21,7 % — особи у віці 65 років та старші. Медіана віку мешканця становила 49,9 року. На 100 осіб жіночої статі у місті припадало 111,5 чоловіків;  на 100 жінок у віці від 18 років та старших — 103,9 чоловіків також старших 18 років.
Середній дохід на одне домашнє господарство  становив 56 863 долари США (медіана — 36 563), а середній дохід на одну сім'ю — 79 859 доларів (медіана — 70 000). Медіана доходів становила 50 000 доларів для чоловіків та 37 292 долари для жінок. За межею бідності перебувало 12,7 % осіб, у тому числі 0,0 % дітей у віці до 18 років та 9,8 % осіб у віці 65 років та старших.
Цивільне працевлаштоване населення становило 82 особи. Основні галузі зайнятості: мистецтво, розваги та відпочинок — 22,0 %, освіта, охорона здоров'я та соціальна допомога — 18,3 %, виробництво — 17,1 %.